# Lasioptera fructuaria
Lasioptera fructuaria är en tvåvingeart som beskrevs av Ephraim Porter Felt 1916. Lasioptera fructuaria ingår i släktet Lasioptera och familjen gallmyggor.
Artens utbredningsområde är Maine. Inga underarter finns listade i Catalogue of Life.